# Fiscalité en Palestine
Depuis 2016, la fiscalité dans l'État de Palestine est soumise aux accords d'Oslo, notamment au protocole sur les relations économiques, également appelé protocole de Paris, qui a été signé en 1994 par l'Organisation de libération de la Palestine (OLP) et Israël. Ce protocole de Paris fixe une union douanière, qui officialise essentiellement la situation existante, dans laquelle l'économie palestinienne est fusionnée avec l'économie israélienne. Officiellement, l'Autorité nationale palestinienne (AP) est habilitée à collecter des impôts auprès des Palestiniens dans les territoires palestiniens, mais environ 75 % des recettes fiscales totales de l'AP sont, depuis 2014, collectées par Israël au nom de l'AP et transférées à l'AP sur une base mensuelle. 
Toutefois Israël retient régulièrement les impôts qu'il perçoit et doit à l'Autorité nationale palestinienne, sous des prétextes divers.

## Contexte
Jusqu'en 1967, la Cisjordanie est soumise au système fiscal jordanien et la bande de Gaza au système égyptien. Aucun des deux territoires n'a auparavant de liens économiques avec Israël. Après l'occupation de ces territoires par Israël, les relations économiques avec les anciens dirigeants sont rompues et Israël lance une intégration partielle des territoires dans ses propres structures économiques sous la forme d'une union douanière incomplète. Le marché du travail israélien est ouvert aux travailleurs palestiniens et, en 1972, un travailleur palestinien sur quatre a trouvé un emploi en Israël.
L'ordre militaire 31 du 27 juin 1967 attribue tous les pouvoirs de taxation à un fonctionnaire israélien nommé par le commandant de zone. Israël adopte la loi jordanienne sur l'impôt sur le revenu de 1964 pour prélever des impôts sur les Palestiniens en Cisjordanie, tout en apportant des changements notables à ses intervalles de taux d'imposition, mais applique les lois fiscales israéliennes aux Juifs israéliens qui s'installent dans les colonies israéliennes des territoires occupés. Dans le système jordanien, le taux d'imposition le plus élevé (55 %) s'appliquait à partir d'un revenu de 8 000 dinars. Les autorités militaires israéliennes modifient les taux de sorte qu'en 1988, ce taux s'applique aux Palestiniens gagnant 5 231 dinars (soit 24 064 shekels israéliens), alors qu'en Israël, le taux de 48 % ne s'applique qu'aux salariés israéliens gagnant près du double de ce montant (45 600 shekels). Cette discrimination n'affecte pas les colons israéliens de Cisjordanie, qui sont imposés aux taux inférieurs en vigueur en Israël. De même, les travailleurs indépendants de Cisjordanie semblent payer plus que leurs homologues israéliens, mais en raison des différents régimes de déductibilité, il n'est pas possible de tirer des conclusions plus claires sur les discriminations.
L'accès à la plupart des services publics dans les zones sous contrôle israélien est subordonné à la preuve que l'on n'est pas en retard dans le paiement de ses impôts sur le revenu, sur la propriété et sur la valeur ajoutée (TVA), ainsi que des amendes, à l'administration militaire. La procédure bureaucratique est lourde et arbitraire. Ce système est légalisé en Cisjordanie rétroactivement par deux ordonnances militaires n° 1262 (17 décembre 1988),. La fiscalité israélienne laisse une grande marge de manœuvre et d'appréciation, en tenant compte des normes d'appel et des droits du contribuable. Les dispositions draconiennes de l'article 194 de l'ordonnance israélienne relative à l'impôt sur le revenu, qui permettent aux agents du fisc d'évaluer ce qu'un contribuable peut devoir tout en limitant les contestations et en les subordonnant au paiement préalable d'une caution, rarement appliquées en Israël, sont devenues monnaie courante en Cisjordanie. De même, l'emprisonnement pour délit fiscal est rare en Israël mais, selon Lazar, « dans les territoires, il est utilisé à grande échelle et pour de longues périodes de temps ». Les Palestiniens ressentent un profond ressentiment à l'idée de payer des taxes sur leurs entreprises et leurs activités commerciales à l'autorité d'occupation sans bénéficier en retour des mêmes avantages que les contribuables israéliens. Lors de la première intifada, les paiements de taxes ont chuté de 50 % et Israël a réagi en réduisant les prestations de santé.
En 1989, la ville chrétienne relativement aisée de Beit Sahour organise, en réaction à la répression militaire, une grève de l'impôt, un boycott non violent des produits de consommation israéliens en faveur des produits palestino-jordaniens, inspiré par le sumud, refuse peu après de payer des impôts à la puissance occupante sur la base du slogan « Pas d'impôts sous occupation » et le principe de la révolte coloniale américaine contre leurs maîtres britanniques, à savoir « Pas de taxation sans légitimité ». Ils protestent contre le paiement des taxes scolaires parce que sous l'occupation israélienne, par opposition à la domination jordanienne, ils doivent désormais payer pour leur éducation, et affirment que l'argent des taxes perçues n'est pas utilisé pour fournir des services mais pour couvrir les coûts des munitions et des gaz lacrymogènes tirés par Tsahal sur leurs enfants,. En conséquence, Tsahal impose un blocus total de la ville pendant 42 jours, bloquant les importations de denrées alimentaires, coupant les lignes téléphoniques, saisissant les voitures privées, arrêtant plus de quarante dirigeants communautaires, qui sont condamnés à des peines d'emprisonnement d'un an, confisquant l'argent et les biens trouvés lors de perquisitions dans les maisons, pour un montant de plusieurs millions de dollars, et saisissant pendant une période des biens d'une valeur de 1 500 000 dollars auprès de 300 familles, y compris des meubles de salon, des réfrigérateurs, des chaînes stéréo, qui ont été vendus aux enchères en Israël. Les fermetures d'écoles, de cliniques médicales et de chaînes d'approvisionnement alimentaire se poursuivent pendant des mois après la levée du blocus. La révolte est écrasée en neuf mois,,.

## Protocole de Paris
En 1994, l'Organisation de libération de la Palestine et Israël signent l'accord Gaza-Jéricho et le protocole annexé sur les relations économiques (protocole de Paris), qui créé l'Autorité palestinienne et établi une union douanière et le système de dédouanement de l'Autorité palestinienne.

### Impôts dans les régions de l'Autorité palestinienne
L'Autorité palestinienne impose et perçoit des taxes dans les zones A et B de la Cisjordanie (en), mais pas dans la zone C ni dans la bande de Gaza. En 2006, l'Autorité palestinienne a collecté directement dans les zones A et B de Cisjordanie environ 35 millions de dollars par mois au titre des taxes et autres redevances. En vertu du protocole de Paris, l'Autorité palestinienne n'a aucune compétence dans la zone C de la Cisjordanie. Les impôts sur le revenu payés par les colons et les soldats israéliens vivant dans la zone C de la Cisjordanie sont directement versés au Trésor israélien,. Les institutions et les entreprises des colonies ont droit à des avantages fiscaux et paient des impôts, y compris des impôts sur les sociétés et des taxes sur l'eau, aux municipalités,. L'impôt sur le revenu des travailleurs palestiniens dans les colonies est collecté par Israël et versé à l'Autorité palestinienne sans aucune déduction.

### Apurement des impôts
Dans le cadre du système de compensation fiscale, Israël perçoit les impôts pour le compte de l'Autorité palestinienne. Il s'agit de la principale source de revenus de l'Autorité palestinienne, qui représente environ 70 à 75 % de ses recettes totales. Les taxes perçues par Israël pour le compte de l'AP sont les suivantes :
- des droits de douane sur les importations palestiniennes. En août 2012, Israël et l'Autorité palestinienne ont conclu un accord visant à renforcer la coopération afin d'augmenter les revenus des Palestiniens et de réduire le marché noir entre Israël et les territoires palestiniens[22]. En vertu de l'accord, les taxes à l'importation sont calculées sur la base des transferts effectifs de marchandises aux postes-frontières israéliens, remplaçant la pratique antérieure qui consistait à calculer ces taxes sur la base d'une déclaration des importateurs indiquant que les marchandises étaient destinées aux territoires palestiniens[22]. Israël peut unilatéralement établir et modifier les taux de droits de douane[23].

- Israël perçoit une taxe sur la valeur ajoutée (en) (TVA) sur les biens et services vendus en Israël. Israël reverse à l'Autorité palestinienne la partie de la TVA sur les biens effectivement transférés dans les territoires palestiniens[22],[23]. Le protocole exige que l'Autorité palestinienne fasse varier son taux de TVA pour qu'il corresponde à celui d'Israël.

- Israël perçoit l'impôt sur le revenu ainsi que certains frais d'assurance déduits des salaires des Palestiniens employés en Israël et dans les colonies israéliennes[24],[25]. Conformément au protocole, Israël conserve 25 % de l'impôt sur le revenu des salaires gagnés par les Palestiniens en Israël, mais pas ceux des Palestiniens employés dans les colonies, et le solde est remis à l'Autorité palestinienne.

Israël peut conserver 3 % du total des recettes qu'il perçoit à titre de frais de collecte et de traitement. Les taxes perçues par Israël sont transférées à l'Autorité palestinienne sur une base mensuelle.
En 2006, Israël a collecté environ 50 millions de dollars de taxes de l'AP par mois. En décembre 2012, le montant est estimé à environ 100 millions de dollars par mois,. En 2014-2015, le montant est d'environ 160 millions de dollars par mois. Les recettes générées de l'AP et collectées par Israël représentent environ 70 à 75 % des recettes totales de l'AP,.

### Retenues des transferts par Israël
En raison de la proportion importante de taxes perçues par Israël dans le budget de l'Autorité palestinienne, cette dernière est vulnérable aux suspensions unilatérales par Israël des transferts de recettes fiscales. Dès 1997, Israël a commencé à régler unilatéralement les factures impayées par les Palestiniens, et non par l'Autorité palestinienne elle-même, y compris les amendes et les intérêts. Les raisons politiques de la suspension vont de la violence palestinienne, l'élection du Hamas aux législatives, à la réconciliation entre le Fatah et le Hamas et à la demande de reconnaissance internationale de la Palestine. Israël a suspendu des centaines de millions de dollars pour des périodes cumulées d'environ 4 ans. Alors que l'entreprise d'électricité Israel Electric Corporation impose unilatéralement des pénalités de retard et des intérêts excessifs, Israël ne paie pas d'intérêts sur l'argent qu'il ne transfert pas à l'Autorité palestinienne.
En juillet 2018, le ministère des Finances de l'Autorité palestinienne déclare qu'Israël déduit 120 millions de NIS (environ 30 millions de dollars américains) chaque mois pour couvrir les coûts de l'électricité et de l'eau qu'Israël fournit aux territoires palestiniens, en plus des traitements médicaux que les Palestiniens reçoivent dans les hôpitaux israéliens. Israël propose également de retenir le montant que l'AP verse aux prisonniers de sécurité et à leurs familles, qui s'élève au total à 100 millions de NIS par mois.
En juin 2019, l'AP cesse tout paiement à Israel Electric Corporation (IEC), alors que ses dettes envers la compagnie s'élèvent à deux milliards d'ILS (environ 540 millions de dollars américains). En août, avec l'accord de l'AP, 300 millions d'ILS sont déduits des impôts qui avaient été retenus par Israël pour l'AP et appliqués à la dette de l'AP envers l'IEC.
Le 8 septembre, la dette s'élève à 1,7 milliard d'ILS (environ 460 millions de dollars américains) et l'IEC annonce son intention de couper l'électricité. Deux mois plus tôt, la Cour suprême d'Israël avait décidé que l'IEC devait donner un préavis de 35 jours avant de pouvoir couper l'électricité.
Israël a suspendu les transferts de taxes palestiniennes durant de longues périodes et à plusieurs reprises, notamment :
- En 1997, pendant deux mois après un attentat à la bombe à Jérusalem[25].
- En 2000, durant deux ans après le début de la seconde intifada[24],[25].
- En 2006, les transferts sont suspendus par Israël pendant plus d'un an à la suite des élections législatives palestiniennes de 2006 qui ont porté le Hamas au pouvoir du Conseil législatif de l'Autorité nationale palestinienne[24],[25].
- En juin 2008, Israël conserve une grande partie des taxes, en représailles au lobbying exercé par le Premier ministre de l'Autorité palestinienne Salam Fayyad auprès de l'Union européenne pour qu'elle n'améliore pas les relations entre Israël et l'Union européenne[33],[34].
- En mai 2011, les transferts sont suspendus par Israël après l'accord de réconciliation entre le Fatah et le Hamas[35],[36].
- En octobre et novembre 2011, les transferts sont suspendus par Israël à la suite de la candidature de la Palestine à l'adhésion à part entière aux Nations unies (en) et à l'admission de la Palestine à l'UNESCO[29],[37].
- En décembre 2012, Israël suspend le transfert de 100 millions de dollars en réponse à l'obtention par la Palestine d'un statut amélioré au sein des Nations unies[note 6], conformément à la résolution 67/19 de l'Assemblée générale des Nations unies[28]. Le ministre des affaires étrangères Avigdor Lieberman déclare que « les Palestiniens peuvent oublier qu'ils n'obtiendront même pas un centime au cours des quatre prochains mois »[27].
- En avril 2014, Israël déduit un montant pour les dettes des Palestiniens envers les entreprises israéliennes en application de l'accord de Gaza d'avril 2014 (en)[38].
- De décembre 2015 à avril 2016, les transferts sont suspendus après que la Palestine a présenté une déclaration acceptant la compétence de la Cour pénale internationale pour les crimes commis dans les territoires palestiniens et qu'elle a adhéré au Statut de Rome pour devenir un État partie au Statut[24],[25],[39].
- En février 2019, Israël met en œuvre une loi de juillet 2018 exigeant la déduction et le gel d'une somme égale au montant versé par l'AP en 2018 au Fonds des martyrs de l'Autorité palestinienne pour payer les Palestiniens détenus en Israël (y compris les prisonniers reconnus coupables d'attentat à la bombe et de meurtre) ainsi que leurs familles et les prisonniers libérés[40]. 500 millions d'ILS (environ 138 millions de dollars américains) sont gelés[41].
- En août 2019, avec l'accord de l'AP, 300 millions d'ILS sont déduits des impôts qui avaient été retenus par Israël et appliqués à la dette de l'AP envers la CEI, qui a atteint 2,0 milliards d'ILS (environ 540 millions de dollars américains) en juin 2019[31].
- En mai 2020, l'Autorité palestinienne refuse de recevoir ses recettes fiscales d'Israël dans le cadre de sa décision de suspendre la coordination avec Israël en signe de protestation après l'annonce par Israël de son intention d'annexer de vastes zones de la Cisjordanie. Les plans d'annexion sont suspendus en août et, en décembre, l'Autorité palestinienne accepte le transfert de 3,76 milliards d'ILS (1,14 milliard de dollars américains), soit la totalité des recettes fiscales dues[42].
- En octobre 2023, le transfert de toutes les recettes fiscales est suspendu par Israël en raison de la guerre de Gaza depuis 2023[43].